# Prywatyzacja sił zbrojnych
Prywatyzacja sił zbrojnych (inaczej: prywatyzacja armii, prywatyzacja wojska, prywatyzacja przemocy, prywatyzacja konfliktów zbrojnych) – zjawisko polegające na korzystaniu przez państwa oraz inne podmioty stosunków międzynarodowych z usług prywatnych przedsiębiorstw (podmiotów gospodarczych), zajmujących się usługami z dziedziny bezpieczeństwa. Firmy te, zwane prywatnymi przedsiębiorstwami wojskowymi (Private Military Companies – PMC), działają na podstawie norm i przepisów prawa obowiązujących w kraju rejestracji danego podmiotu. W ramach swojej działalności oferują między innymi usługi: stricte wojskowe (udział w bezpośrednich akcjach zbrojnych na polu walki), transportowe, logistyczne, ochroniarskie, szkoleniowe czy konsultingowe.
Rodzaje prywatnych przedsiębiorstw wojskowych (według Petera W. Singera):
1. oferujące przeprowadzanie operacji wojskowych (Military Provider Firms) – działania bezpośrednio na polu walki (udział w bitwie, dowodzenie oddziałami klienta),
2. konsultingowe (Military Consulting Firms) – doradztwo, szkolenia, przygotowanie i wdrażanie programów restrukturyzacji sił zbrojnych zleceniodawcy,
3. wspierające (Military Support Firms) – transport, logistyka, ochrona, wywiad i inne czynności pomocnicze.

Zagrożenia związane z prywatyzacją usług wojskowych
- Możliwość konfliktu interesów między celami państw-zleceniodawców a podmiotami działającymi na zasadach wolnorynkowej konkurencji.
- Kwestia należytej weryfikacji wiedzy (znajomość i postawa wobec prawa międzynarodowego, w tym zwłaszcza kwestie humanitarne podczas konfliktów zbrojnych), umiejętności i przeszłości (karalność, problemy psychiczne) rekrutowanych pracowników[3].
- Możliwość przejęcia realnej kontroli politycznej i wojskowej w rejonach niestabilnych i nie posiadających struktur państwowych; brak kontroli nad w ten sposób przejętą władzą[4].
- Możliwość odstąpienia od świadczonych usług (porzucenie wykonywanej pracy przez pracowników firmy) wobec realnego zagrożenia życia, w efekcie pozostawienie np. pracowników oraz mienia ambasady czy konsulatu bez jakiejkolwiek ochrony[5].
- Odpływ wykwalifikowanej kadry ze służby państwowej (wojsko, wywiad, ochrona rządu itp.) do prywatnych przedsiębiorstw (lepsze wynagrodzenie i dodatkowe profity; mniejszy rygor dyscyplinarny i odpowiedzialność)[6].
- Utrudniona kontrola działań przedsiębiorstw i ich pracowników oraz wywiązywania się z zawartych umów (naruszenia prawa międzynarodowego, sposób postępowania z ludnością czy jeńcami; przypadki grabieży i szabrownictwa) ze względu na standardowo obowiązujące przy tego rodzaju kontraktach klauzule poufności (utrudniony audyt)[7].
- Odpowiedzialność państwa a odpowiedzialność pracowników wynajętych firm za ewentualne naruszenie prawa przez wynajętą firmę.
- Możliwość korzystania z usług firm PMC przez organizacje przestępcze[8] (gangi, kartele narkotykowe czy organizacje terrorystyczne).
- Możliwość wykorzystania wojska niebędącego de facto siłami zbrojnymi danego państwa do operacji wojskowych na terenie innego kraju, bez wiedzy i przyzwolenia własnego parlamentu i w tajemnicy przed opinią publiczną.

Korzyści z wykorzystania prywatnych usług wojskowych:
- Dla niektórych, słabszych państw, ze względu na brak własnych możliwości (choćby względy wyszkolenia) korzystanie z usług prywatnych firm to jedyna opcja poprawy lub zapewniania swojego bezpieczeństwa narodowego.
- W sytuacjach nagłego zagrożenia (np. stanu klęski żywiołowej) zewnętrzny podmiot gospodarczy oferuje możliwość natychmiastowego działania i udzielenia pomocy (zdolności operacyjne i logistyczne).
- Ograniczenie wydatków z budżetu państwa na utrzymanie zawodowej armii (możliwość zmniejszenia liczby stałej armii, zwłaszcza stanowisk nie związanych z bezpośrednim narażeniem życia: transport, logistyka, szkolenia).

Przykłady prywatnych przedsiębiorstw wojskowych:
1. Kellog, Brown & Root (USA; obecnie KBR) – zajmowała się m.in. obsługą logistyczną wojsk amerykańskich w Iraku[10];
2. Executive Outcomes(inne języki) (Południowa Afryka; istniała do 1999 r.) – udział w działaniach wojennych w Angoli i Sierra Leone[11];
3. Blackwater (USA) – jeden z największych kontrahentów amerykańskiego Departamentu Stanu w czasie wojny w Iraku (m.in. ochrona budynków rządowych oraz konwojów); jej działania wywołały wiele kontrowersji (najgłośniejszym z nich była akcja z 2007 roku, w której zginęło 17 osób, a 20 zostało rannych) oraz zapoczątkowały falę pytań o legitymizację, odpowiedzialność i granice działań tego rodzaju podmiotów; znamiennym jest fakt, iż firma po tych wydarzeniach ponad 30 razy zmieniała już swoją nazwę, chcąc uniknąć negatywnych skojarzeń; działa jednak nadal (także za pośrednictwem spółek-córek), świadcząc m.in. usługi ochroniarskie na terenie Afganistanu, Pakistanu oraz w Iraku[12];
4. Control Risk Group (Wielka Brytania) – m.in. ochrona ambasad, konsulatów, siedzib organizacji międzynarodowych (przedstawicielstwa m.in. w Bagdadzie, Bogocie, Hongkongu, Moskwie i Pekinie)[13];
5. Aegis Defence Services(inne języki) (Wielka Brytania) – udział w działaniach w Iraku i Afganistanie na zlecenie Pentagonu; doradztwo w „każdym aspekcie bezpieczeństwa”, w tym także dla rządów państw (przedstawicielstwa m.in. w Afganistanie, Iraku, Kenii i Nepalu)[14];
6. Unity Resources Group(inne języki) (Australia) – oferuje m.in. doradztwo w zakresie zarządzania ryzykiem, ochronę, transport i logistykę po zarządzanie kryzysowe, np. w przypadkach kidnapingu, szantażu lub wymuszenia (przedstawicielstwa m.in. w Bagdadzie, Basrze, Dubaju, Nairobi i Karaczi)[15].